# Carl Georg Barth
Carl Georg Lange Barth (Oslo, 28 de fevereiro de 1860 — Filadélfia, 28 de outubro de 1939) foi um matemático e engenheiro mecânico estadunidense nascido na Noruega. Melhorou e popularizou o uso industrial da régua de cálculo em administração científica.

## Biografia

### Juventude e educação
Carl Georg Barth nasceu em Christiania, Noruega (agora Oslo). Ele foi o quarto filho de Jakob Boeckman Barth (1822-1892), advogado e Adelaide Magdeline Lange Barth (1828-1897), filha de um clérigo dinamarquês. Ele recebeu sua educação inicial nas escolas públicas de Lillehammer.
Ele se formou na Universidade de Christiania. Mais tarde, ele frequentou a escola técnica da Marinha Real Norueguesa em Horten. Em 1877, Barth começou um aprendizado no estaleiro naval em Karljohansvern em Horten.

### Carreira

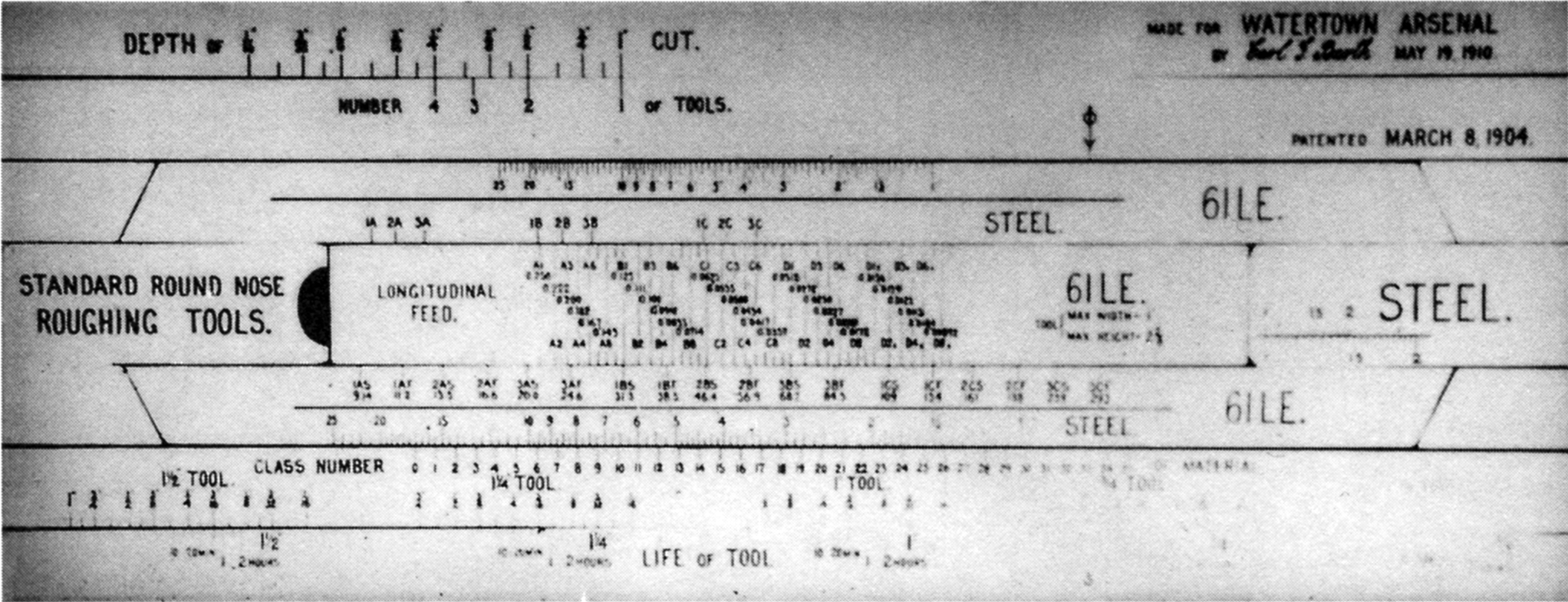
Uma das réguas de cálculo de velocidade e avanço de Carl Georg Barth

Em 1899, o especialista em eficiência Frederick W. Taylor contratou Barth para trabalhar com ele na Bethlehem Steel Company. Carl Barth ajudou a desenvolver réguas de cálculo de cálculo de velocidade e avanço.

Carl Georg Barth...  descobriu a lei que rege o efeito cansativo do trabalho pesado ... tal trabalho consiste em um forte puxão ou um empurrão nos braços do homem ... Por exemplo, quando o ferro gusa está sendo manuseado (cada porco pesando 92 libras), um trabalhador de primeira classe só pode estar sob carga de 43 por cento. do dia... se o trabalhador manuseia um meio porco pesando 46 libras, então ele pode estar sob carga de 58 por cento. do dia... À medida que o peso vai ficando mais leve... chega-se a uma carga que ele pode carregar nas mãos o dia todo sem se cansar

Em 1902, Taylor e Barth foram trabalhar para William Sellers na empresa de máquinas-ferramenta William Sellers & Company da Filadélfia. Um relato de sua aplicação de réguas de cálculo foi publicado no Transactions of the American Society of Mechanical Engineers em 1904.
Barth começou em 1905 em sua carreira independente como engenheiro consultor. Barth tornou-se um dos primeiros consultores em administração científica e mais tarde lecionou na Universidade de Harvard. Barth editou artigos submetidos à publicação da International Correspondence School of Scranton, Pensilvânia, a Home Study Magazine. Em 1909, ele empreendeu a instalação da administração científica no Watertown Arsenal em Watertown, Massachusetts.
Barth era um esquerdista e anticapitalista.

### Família
Em março de 1882, Barth casou-se com Henrike Jakobine Fredriksen (1857-1916). Eles eram pais de uma filha e dois filhos. Após a morte de sua primeira esposa, casou-se com Sophia Eugenia Roever (1873–1958).

### Anos posteriores
Em seus últimos anos, Barth trabalhou no desenvolvimento de um método aprimorado de instrução para cálculo. No entanto, a saúde debilitada o impediu de publicar seu trabalho. Ele morreu de ataque cardíaco em sua casa na Filadélfia em 1939.

## Publicações selecionadas
- Barth, Carl G. "Report on Fixing of Rates for Loading Pig Iron by Half Pigs on Buggies in the Yards." South Bethlehem, Pa (1900): 82-84.
- Carl Barth. Slide Rules for the Machine Shop as a Part of the Taylor System of Management. ASME, 1903.
- Barth, C. G. "The Transmission of Power by Leather Belting." Transactions of the American Society of Mechanical Engineers 31 (1909).
- Barth, Carl G. "Testimony of Carl G. Barth." Hearings of the US Commissions on Industrial Relations, 64th Congress, 1st. 1914.
- Barth, Carl G. "Standardization of Machine Tools." Transactions, ASME Vol 38, 1916: 895-922.
- Barth, Carl G. Labor turnover: A mathematical discussion. Carl G. Barth & Son, 1919.
- Barth, C. G. "New Graphical Solution for Time Allowances in Task Setting." Management and Administration: 1943-44.

Patentes
- Barth, Carl G., Henry L. Gantt, and Frederick W. Taylor. "Slide-rule." U.S. Patent No. 753,840. 8 Mar. 1904.
- Barth, Carl G. "Method and means for re-forming wheels having worn treads and flanges." U.S. Patent No. 1,510,819. 7 Oct. 1924.

Gráficos
- Barth, C. G. "Carl, "Diagram of Functionalized Routing."." Chart 180.